# Deuterostegane
Deuterostegane là một chi bướm đêm thuộc họ Geometridae.